# Gambaïse
Der Gambaïse (auch Ruisseau des Plèches genannt) ist ein kleiner Fluss im Zentralmassiv von Frankreich, der überwiegend im Département Lozère der Region Okzitanien nordwestlich der Stadt Mende verläuft. Er entspringt jedoch knapp außerhalb, im benachbarten Département Aveyron.

## Geografie

### Verlauf
Der Gambaïse entspringt am Aubrac-Plateau, im nördlichen Gemeindegebiet von Saint Geniez d’Olt et d’Aubrac, verläuft generell Richtung Nordnordost durch den Regionalen Naturpark Aubrac und mündet nach insgesamt rund 15 Kilometern im östlichen Gemeindegebiet von Nasbinals als linker Nebenfluss in den Bès. Die vom Gambaïse durchquerte Landschaft ist eine  beinahe baumlose, leicht gewellte basaltische Hochfläche, die sehr dünn besiedelt und von Feuchtgebieten, Torfmooren und manchmal auch von Seen durchzogen ist. Die vulkanischen Ablagerungen verursachen starke Mäander im Flusslauf.

### Orte am Fluss
(Reihenfolge in Fließrichtung)
- Plèches Hautes, Gemeinde Nasbinals
- Salles Basses, Gemeinde Les Salces
- Cap Combattut, Gemeinde Marchastel
- Sainte Marthe, Gemeinde Nasbinals
- La Bessière, Gemeinde Nasbinals
- Gambaïse Haut, Gemeinde Nasbinals
- La Grange des Enfants, Gemeinde Nasbinals